# Sulfid vápenatý
Sulfid vápenatý je anorganická sloučenina se vzorcem CaS. Tato bílá látka krystalizuje v krychlové soustavě, podobně jako chlorid sodný. Sulfid vápenatý byl studován jako součást procesu recyklace sádry vznikající při odsiřování kouřových plynů. Jako mnoho jiných solí obsahujících sulfidové ionty má sulfid vápenatý typický sulfanový zápach (jako zkažená vejce), protože se malá množství tohoto plynu uvolňují hydrolýzou soli.
Ve smyslu atomové struktury krystalizuje stejným způsobem jako chlorid sodný, což indikuje silně iontové vazby v této látce. Vysoký bod tání je rovněž konzistentní s označením jako iontová sloučenina. V krystalu je každý iont S2− obklopen osmistěnem tvořeným šesti ionty Ca2+, a naopak, každý Ca2+ je obklopen šesti S2−.

## Výroba
Sulfid vápenatý se vyrábí karbotermickou redukcí síranu vápenatého, kdy probíhá konverze uhlíku, obvykle dřevěného uhlí, na oxid uhličitý:
CaSO4 + 2 C → CaS + 2 CO2
Reakce může dále pokračovat:
3 CaSO4 + CaS → 4 CaO + 4 SO2

## Reaktivita a použití
Sulfid vápenatý se rozkládá při kontaktu s vodou, včetně vlhkého vzduchu, a poskytuje směs Ca(SH)2, Ca(OH)2, a Ca(SH)(OH).
CaS + H2O → Ca(SH)(OH)
Ca(SH)(OH) + H2O → Ca(OH)2 + H2S
Vápenné mléko, Ca(OH)2, reaguje s elementární sírou na vápennou síru, která se používala jako insekticid. Aktivní složkou je pravděpodobně polysulfid vápenatý, nikoli CaS

## Výskyt v přírodě
Minerální formou sulfid vápenatého je minerál oldhamit. Je vzácnou složkou meteoritů a má vědecký význam pro výzkum slunečních mlhovin. Sulfid vápenatý vzniká také při hoření uhelných slojí.